# Stop Me from Falling
Stop Me from Falling – singel australijskiej piosenkarki Kylie Minogue. Utwór został wydany 9 marca 2018 roku. Jest to drugi singel promujący czternasty album piosenkarki pt. Golden.  Twórcami tekstu piosenki są Kylie Minogue, Sky Adams, Steve McEwan oraz Danny Shah, natomiast za jego produkcję odpowiada Sky Adams.
W ramach promocji utworu Kylie wystąpiła w programie The Graham Norton Show  oraz The One Show  na kanale BBC.
„Stop Me from Falling” został zremiksowany we współpracy z kubańskim duetem Gente de Zona, a jego premiera odbyła się 20 kwietnia 2018. Do remiksu został nakręcony teledysk, który został nakręcony w Hawanie na Kubie. Obraz ukazał się w dniu premiery remiksu.

## Lista utworów
Digital download
1. „Stop Me from Falling” – 3:01

Digital download (Remix)
1. „Stop Me from Falling” (featuring Gente de Zona) – 3:00

## Notowania
| Lista przebojów (2018)                        | Najwyższa pozycja |
| --------------------------------------------- | ----------------- |
| Australia Digital Tracks (Top 50 Singles)     | 32                |
| Chorwacja (HRT)                               | 96                |
| Ekwador (National-Report)                     | 42                |
| Francja (Top Singles & Titres)                | 152               |
| Hiszpania Physical/Digital Songs (PROMUSICAE) | 9                 |
| Polska (AirPlay – Top)                        | 23                |
| Węgry (Single (track) Top 40 lista)           | 32                |
| Wielka Brytania (UK Singles Chart)            | 52                |